# 木更津総合高等学校
木更津総合高等学校（きさらづそうごうこうとうがっこう）は、千葉県木更津市東太田三丁目にある私立高等学校。通称は「木総」（きそう）または「総合」（そうごう）。

## 概要
1963年に真板益夫により、木更津中央高等学校として開校。千葉県下随一の大規模校。全校生徒数はおよそ2100人。
併設校である清和大学と清和大学短期大学部が隣接した場所にある。
硬式野球部は、木更津中央時代を含めて春4回、夏8回甲子園出場の強豪。野球のほかに、卓球や柔道、ソフトボールの強豪校として知られている。

## 沿革
- 1963年（昭和38年）4月 - 木更津中央高等学校設立。
- 1973年（昭和48年）4月 - 清和女子短期大学附属高等学校設立。
- 2003年（平成15年）4月 - 木更津中央高等学校と清和女子短期大学附属高等学校を統合し、現校名となる。
- 2008年（平成20年）4月 - 校舎建て替え完了と共にコース制、ハウス制等の制度を一部改正。

## 施設
≪校内施設≫
- 校舎（教室）
- 至真殿 - 清和大学などの学園の共通施設で、1階は柔道場・剣道場・卓球場で、2階は総合体育館になっている。
- 青雲館 - 体育館になっていて、体育の授業やチアリーディング部や空手道部が使用する。
- 至誠館 - 体育館になっていて、体育の授業やバレーボール部が使用する。
- 図書館
- 第1グラウンド（全面人工芝）-　体育の授業などで使用する。
- 第2グラウンド - 直線130m×6コースの全天候トラックを含む1周300mの陸上競技場。
- テニスコート - 人工芝コート5面がある。
- 弓道場

≪校外施設≫
- 硬式野球場 - 硬式野球部の専用グラウンドで「木更津市矢那3673−5」付近にある。学校から約4km離れた場所にあるため、自転車で移動している。
- 軟式野球場 - 学校から約3㎞離れたところにある清和大学の野球場を借りて練習している。自転車で移動している。
- ソフトボール場 - 学校から約2km離れた「木更津市中尾1176」にあり、徒歩で約25分かかるため自転車で移動している。

## 基礎データ

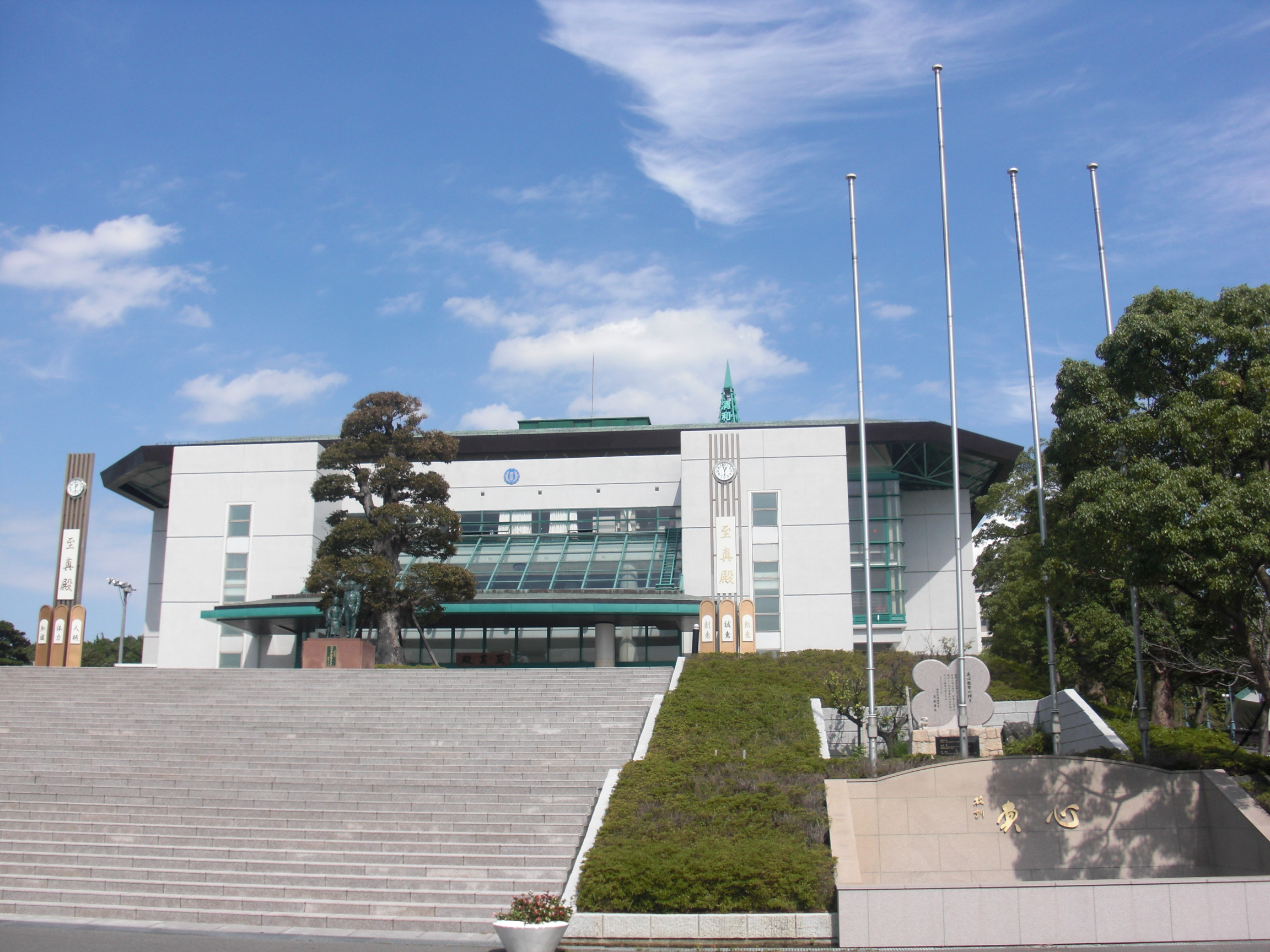
至真殿（体育館）

### 所在地
- 千葉県木更津市東太田3丁目4-1

### アクセス
- 木更津駅東口よりスクールバス約7分、路線バス「太田循環線」・「かずさアカデミアパーク行」（日東交通）「木更津総合高校前」で下車。
- 上総清川駅より徒歩約25分

### 部活動
硬式野球部は、2003年夏（第85回）、甲子園に初出場し、2016年夏（第98回）に過去最高のベスト8に進出した。春のセンバツは「木更津中央高校」時代の1971年春（第43回）にベスト4に進出し、「木更津総合高校」時代では2016年春（第88回）にベスト8に進出した。また、硬式野球部は校歌斉唱の際に体を後ろに反らして歌うことでも知られる。
- 硬式野球部
- 軟式野球部
- 柔道部
- 剣道部
- 陸上部
- ラグビー部
- ソフトテニス部
- 硬式テニス部
- バスケットボール部
- バレーボール部
- 卓球部
- サッカー部
- ソフトボール部
- チアリーディング部
- バドミントン部
- 弓道部
- 空手道部
- 吹奏楽部
- 書道部

## 学校行事

### 学園祭
- 学園祭は真心祭と呼ばれ、文化の部と体育の部の二部にて構成される。
文化の部は6月または11月、体育の部は10月に開催される。

## 特色

### コース制
- 特別進学、総合（2008年度入学者より）、スポーツ、情報ビジネス、語学、福祉、保育・幼児、生活科学、美術の9つのコースから成り立ち、入学後に面接を行い、2年次以降のコースを決定。
- 1年次については、特別進学を除くすべてのコースで共通課程にて履修を行う。

### 総合選択制
- 前項のコースにとらわれず、他コースの専門科目も選択できる制度をとっている。
- 特別進学コース以外の生徒は2年次以降にそれぞれのコースに分かれて専門科目を学ぶこととなるが、他のコースにも興味・関心のある選択授業がある場合、そちらも選択できる時間割を作ることが可能。

### ハウス制
- キャンパス内にある4つの校舎を特別進学コースハウス、第1学年ハウス、第2学年ハウス、第3学年ハウスとして学年ごとに校舎を割り振っている。（特別進学コースハウスを除く。）
- 各ハウスには個別に職員室やハウス長が設置されており、大規模校でありながら、一人ひとりがきめ細かなサポートや指導を受けることができるメリットがある。

## 学生寮
- 男子寮は陸上競技場下に設置されている。女子寮は旧校舎をリフォームし設置されている。野球部寮は校長自宅横の元女子寮をリフォームし設置されている。部活動（主に運動部）をしている生徒を中心に入寮している。

## 不祥事

### サッカー部でパワハラ
2022年、『週刊文春』が3年生部員30人のうち、20人が退部していたことを報じた。強豪校として知られるが、監督とコーチによる「体罰が横行している」との情報提供があったという。具体的には、丸刈りを強要する、いわゆる空気椅子で座らされるといった行為が確認されている。監督によるパワーハラスメントにより、適応障害と診断された生徒もいる。
報道を受け、学校側は「調査の過程において、報道されている内容が事実として確認できたこともあれば、報道内容と異なる証言も確認されている」と説明した。

## 著名な出身者
野球・ソフトボール
- 三平孝広
- 宇佐美和雄
- 長谷川勉
- 古屋英夫
- 与田剛
- 井納翔一
- 髙橋慎之介
- 鈴木健矢
- 早川隆久
- 山下輝
- 前田三夫
- 篠木健太郎
- 山中稜真
- 峰幸代
- 市口侑果
- 濱村ゆかり
- 大塲亜莉菜

その他
- 泉真生（柔道）
- 北條嘉人（柔道）
- 花澤明（空手家）
- 官野一彦（車いすラグビー）
- 本宮未紀（棒高跳）
- 桂正和（漫画家）
- のり（オテンキ）
- 速水亮（俳優）*中退
- 水谷妃里（女優）
- 森花子（アナウンサー）
- 森葉子（アナウンサー）
- 馬鹿よ貴方は（新道竜巳）

## 著名な教職員・関係者
- 五島卓道（野球部監督）

## 姉妹校・併設校
- 清和大学
- 清和大学短期大学部
- 市原中央高等学校